# Néocolonialisme

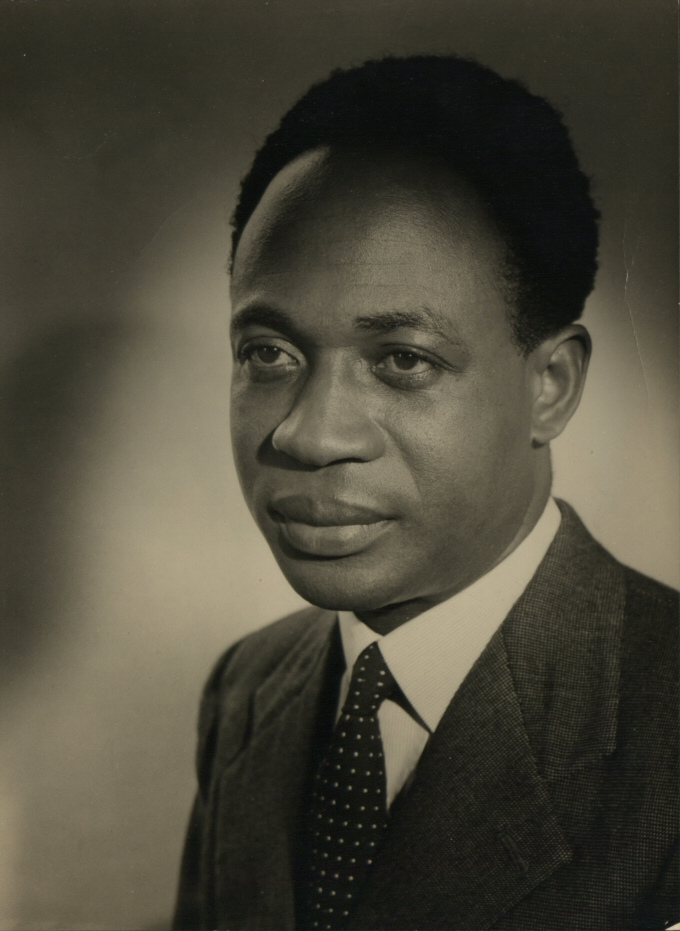
Kwame Nkrumah.

Le néocolonialisme est une politique impérialiste[Quoi ?] menée par une ancienne puissance coloniale vis-à-vis de son ancienne colonie, utilisant diverses méthodes d'influence et de domination, à son propre intérêt ainsi que celui de ses entreprises. Le terme, qui trouve son origine chez Jean-Paul Sartre en 1956, fut repris pour la première fois dans un discours par Kwame Nkrumah, en 1965. Le sens nouveau donné à ce mot après l'indépendance crée un lien sémantique entre le concept de colonie — des XVIe et XIXe siècles jusqu'au milieu vingtième — et les relations économiques et/ou internationales post-coloniales.

## Histoire

### Premier néocolonialisme
Le terme néocolonialisme se développe d'abord à partir des années 1930 pour désigner des politiques coloniales nouvelles, et ce jusqu'à l'indépendance. Il a aussi pu être utilisé relativement à l'Union française.
Le terme fut repris pour la première fois par Abd El Ghani, dans un journal algérien, le 25 décembre 1953.

### Présence après décolonisation
La notion de néocolonialisme permet également de décrire des réalités post-coloniales :
Après l'indépendance, les anciens États colonisateurs, et d'autres États économiquement forts, maintiennent leur présence dans les économies les anciennes colonies, particulièrement pour ce qui concerne l'exploitation des matières premières. Ainsi, de nombreuses entreprises étrangères exploitent les gisements de minerais et de pétrole en Afrique (Elf, Areva…), ainsi que les plantations (par exemple Socapalm). Après un processus accéléré de décolonisation du Congo belge, la Belgique a continué à contrôler, à travers la Société générale de Belgique, approximativement 70 % de l'économie congolaise. La partie du pays qui a connu le plus de contestation fut la province de Katanga où l'Union minière du Haut Katanga, appartenant à cette société, avait le contrôle sur cette province riche en minéraux et ressources. Après qu'une tentative de nationaliser l'industrie minière échoua dans les années 1960, celle-ci a été rouverte à l'investissement étranger.

## Néocolonialisme et finance internationale
Les critiques du néocolonialisme dépeignent le choix d’accorder ou de refuser des prêts (en particulier ceux devant financer une dette d’un pays du tiers monde qui ne pourrait pas être remboursée autrement), particulièrement par des institutions financières internationales telles que le Fonds monétaire international (FMI) et la Banque mondiale (BM), comme une forme de contrôle décisif. Ils allèguent que, afin de se qualifier pour ces prêts (aussi bien que pour d'autres formes d'aide économique), des nations plus faibles sont forcées de prendre des mesures (des ajustements structuraux) favorables aux intérêts financiers du FMI et de la BM, mais nuisibles à leurs propres économies et souvent à leur sécurité, augmentant leur pauvreté plutôt que de l'alléger.
Certaines critiques soulignent que le néocolonialisme permet à des organisations internationales, tels la BM, de contrôler et d’exploiter des pays (habituellement) moins développés (PMD) en entretenant leur endettement. En effet, les dirigeants du tiers monde accordent des concessions et des monopoles aux sociétés étrangères en échange de la consolidation de leur pouvoir personnel et de pots-de-vin. Dans la plupart des cas, une grande partie de l'argent prêté à ces PMD est retournée aux sociétés étrangères privilégiées. Ainsi donc, ces prêts étrangers seraient, en fait, des subventions aux sociétés qui sont liées d’amitié avec les dirigeants de l’État emprunteur. Cette connivence est parfois désignée sous le nom de « corporatocratie ». Les organismes accusés de participer au néo-impérialisme incluent la Banque mondiale, l’Organisation mondiale du commerce, le G7 et le Forum économique mondial. Divers États parmi les « pays riches », notamment les États-Unis, seraient impliqués.
Les critiques du néocolonialisme tentent également de démontrer que l'investissement fait par des sociétés multinationales enrichit quelques personnes dans les pays sous-développés, et occasionne pour les populations qui habitent ces « néocolonies », une catastrophe humanitaire, environnementale et écologique. Ceci, argumente-t-on, a comme conséquence un développement insoutenable et un sous-développement perpétuel ; une dépendance qui permet d’exploiter ces pays devenus des réservoirs de main d'œuvre à bon marché et de matières premières, et qui restreint l'accès aux techniques avancées de production qui leur permettraient de développer leur propre économie.
Les défenseurs du néocolonialisme disent que, si les pays riches profitent de la main-d'œuvre à bon marché et des matières premières des nations sous-développées, en fin de compte, cela devient un élément modernisateur positif pour le développement du tiers monde.

## Néocolonialisme: fait suite à la décolonisation
L'utilisation du terme néocolonialisme s’est répandue pour la première fois, particulièrement en référence à l'Afrique, peu après le processus de décolonisation qui a suivi la fin de la seconde guerre mondiale, qui a fait suite à la lutte menée par plusieurs mouvements nationaux d'indépendance dans les colonies. En gagnant leur indépendance, certains dirigeants et certains groupes d'opposition nationaux ont déclaré que leurs pays étaient soumis à une nouvelle forme de colonialisme, imposée par les anciennes puissances coloniales et par d’autres nations développées. En Afrique, l'État français a joué un rôle de premier plan dans l’instauration d’une politique néocolonialiste, et les troupes françaises en Afrique et les services secrets sont souvent impliquées dans des coups d’État ayant pour résultat l’instauration d’un régime agissant dans l'intérêt des multinationales françaises.
Les dénonciations du néocolonialisme sont également devenues nombreuses chez quelques mouvements d'indépendance nationales alors même qu'ils menaient encore leur lutte armée anticoloniale. Pendant les années 1970, dans les colonies portugaises du Mozambique et de l'Angola, par exemple, la rhétorique embrassée respectivement par les mouvements marxistes Front de libération du Mozambique (FRELIMO) et Mouvement populaire de libération de l'Angola (MPLA), qui devaient assumer par la suite le pouvoir lors de l'indépendance de ces nations, rejetaient à la fois le vieux colonialisme et le néocolonialisme.
Certains polémistes[Qui ?] qualifient également de néocolonialisme l'attitude actuelle qui consiste à s'ingérer dans les affaires politiques d'un pays en développement au nom de la paix, démocratie, droits de l'homme… néocolonialisme l'attitude actuelle qui consiste à s'ingérer dans les affaires politiques d'un pays en voie de développement au nom de la paix, démocratie, droits de l'homme…[réf. nécessaire]
L'expansion des ONG humanitaire nées du droit d'ingérence humanitaire reconnu par l'ONU est parfois perçu par les théoriciens du complot comme une stratégie des pays occidentaux d'étendre leur influence et d'imposer leurs idées à l'ensemble du monde. Les réseaux d'ONG, directement au contact de la population auraient le rôle non avoué de galvaniser le peuple contre certains régimes despotiques des pays en développement.[réf. nécessaire]
En mai 2025, Andry Rajoelina a réaffirmé l'intention de se rendre lui-même sur les îles Éparses, îles françaises bordant les eaux malgaches, tout en privilégiant la voie du dialogue pour résoudre ce contentieux néo-colonialiste de plusieurs décennies, après l'époque impériale européenne, en Afrique.

#### Études théoriques
- Modernization theory
- Études postcoloniales, Études décoloniales, Guerres de l'histoire

### Films
- Stop Filming Us de Joris Postema (2020)
- Bamako d'Abderrahmane Sissako (2006)
- L'Île rouge de Robin Campillo (2023)